# Clyde King
Clyde Whitlock King (ur. 6 września 1898 w Montezumie, zm. 20 sierpnia 1982 w Mill Valley) – amerykański oficer i wioślarz, mistrz olimpijski.
Wystąpił na igrzyskach olimpijskich w Antwerpii w 1920, gdzie reprezentanci USA w składzie: Virgil Jacomini, Edwin Graves, William Jordan, Edward Moore, Alden Sanborn, Donald Johnston, Vincent Gallagher, Clyde King i Sherman Clark (sternik) zdobyli złoty medal w ósemce. W finale o 0,8 sekundy pokonali Brytyjczyków. Był to jego jedyny start olimpijski.
Po ukończeniu United States Naval Academy został zawodowym wojskowym. Odszedł ze służby w 1922, jednak został powołany po wybuchu II wojny światowej, w której wziął udział. Służbę zakończył w 1958 w stopniu kontradmirała.